# أناشيد مالدورور
أناشيد مالدورور (بالفرنسية: Les Chants de Maldoror) هو كتاب للشاعر الفرنسي لوتريامون و يعتبر من أول الكتب التي تضمنت قصيدة النثر وذلك سنة 1867، ترجمه إلى العربية المترجم سمير الحاج شاهين وقام بنشره سنة 1982، عن دار المؤسسة العربية للدراسات و النشر.

## وصلات خارجية
- أناشيد مالدورور على موقع الموسوعة البريطانية (الإنجليزية)

- أناشيد مالدورور من مشروع جوتنبرج. (بالفرنسية)